# Biserica de lemn din Bogdănești (Oteșani)

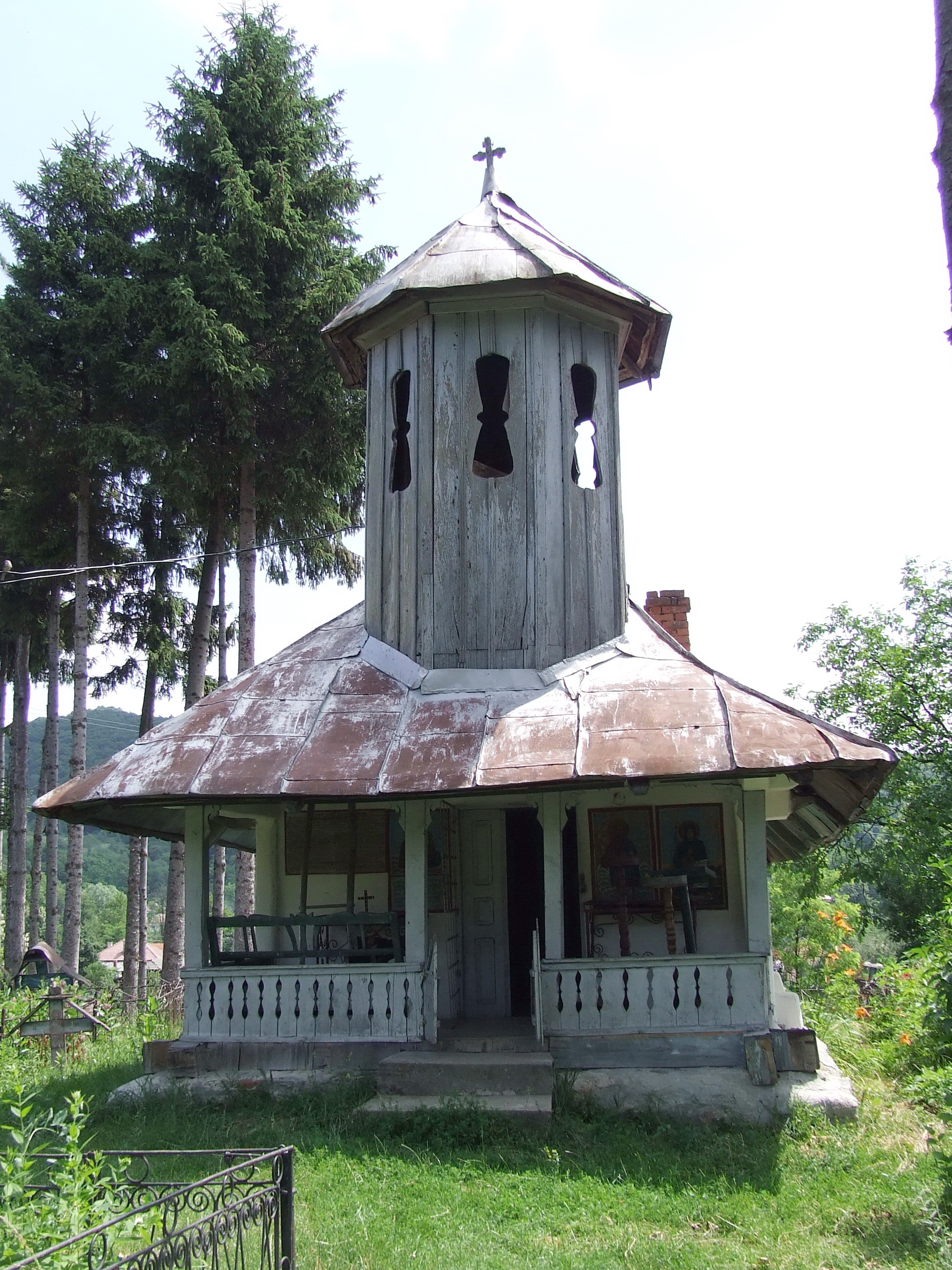
Biserica de lemn din Bogdănești în 2009

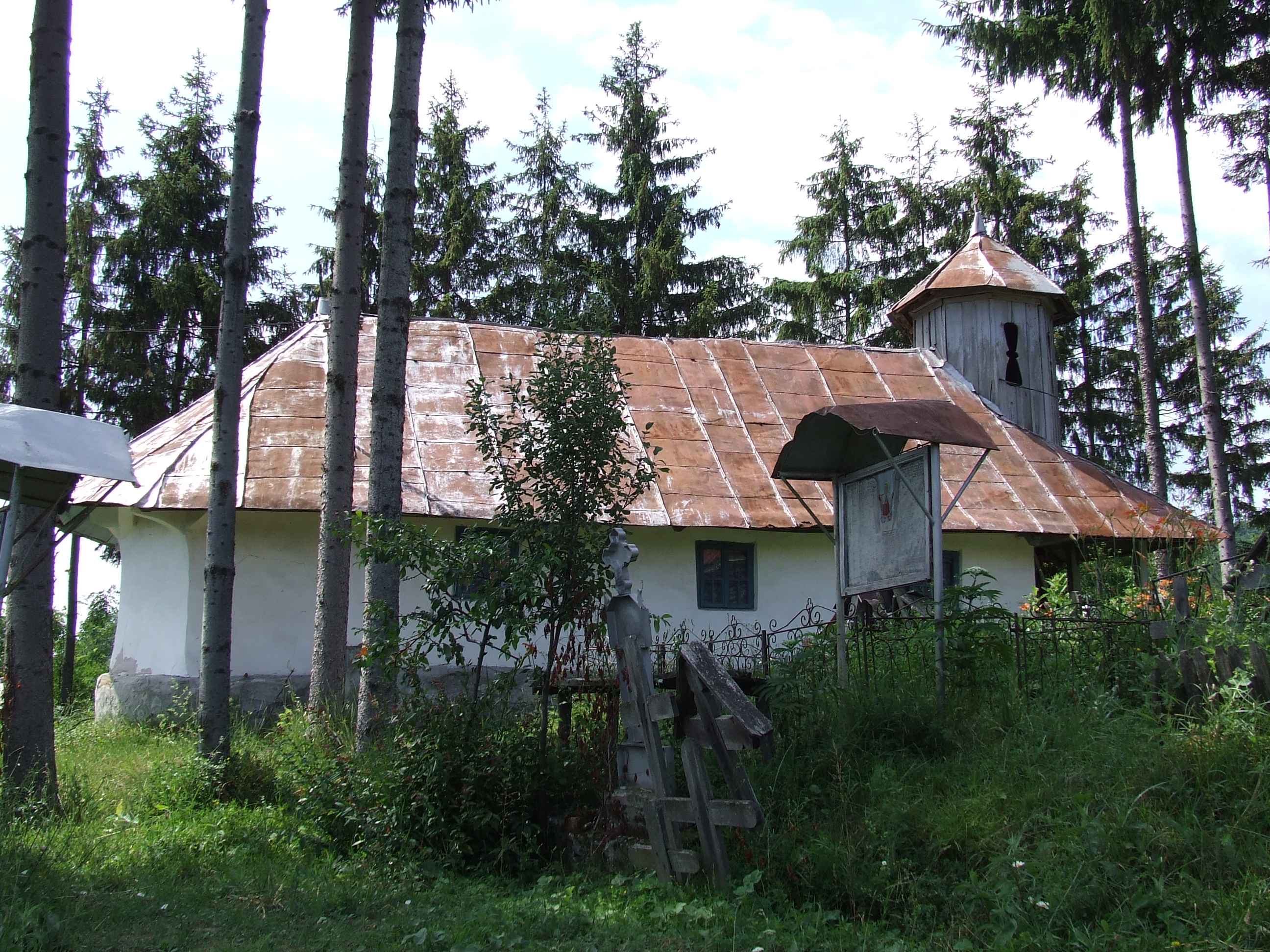
Vedere laterală a bisericii

Biserica de lemn „Sf. Arhangheli” este un lăcaș de cult ortodox din satul Bogdănești, comuna Oteșani, județul Vâlcea. Biserica datează din secolul al XIX-lea.